# إدوارد أوشوجنسي
إدوارد أوشوجنسي (16 نوفمبر 1860 - 6 أغسطس 1885) (بالإنجليزية: Edward O'Shaughnessy)‏ هو لاعب كريكت بريطاني.